# Aeronectris
Aeronectris là một chi bướm đêm thuộc họ Cosmopterigidae.